# Peletier
Peletier é uma cidade  localizada no estado norte-americano de Carolina do Norte, no Condado de Carteret.

## Demografia
Segundo o censo norte-americano de 2000, a sua população era de 487 habitantes.
Em 2006, foi estimada uma população de 593, um aumento de 106 (21.8%).

## Geografia
De acordo com o United States Census Bureau tem uma área de
8,5 km², dos quais 8,5 km² cobertos por terra e 0,0 km² cobertos por água.

## Localidades na vizinhança
O diagrama seguinte representa as localidades num raio de 12 km ao redor de Peletier.